# Brenas
Brenas – miejscowość i gmina we Francji, w regionie Oksytania, w departamencie Hérault.
Według danych na rok 1990 gminę zamieszkiwało 28 osób, a gęstość zaludnienia wynosiła 3 osoby/km² (wśród 1545 gmin Langwedocji-Roussillon Brenas plasuje się na 872. miejscu pod względem liczby ludności, natomiast pod względem powierzchni na miejscu 789.).